# Sympecma paedisca
Sympecma paedisca е вид водно конче от семейство Lestidae. Видът не е застрашен от изчезване.

## Разпространение
Разпространен е в Австрия, Азербайджан, Армения, Афганистан, Беларус, Германия, Естония, Индия, Италия, Казахстан, Киргизстан, Китай, Латвия, Литва, Монголия, Нидерландия, Пакистан, Полша, Русия, Северна Корея, Словакия, Таджикистан, Туркменистан, Турция, Узбекистан, Украйна, Финландия, Чехия, Швейцария, Швеция, Южна Корея и Япония.
Регионално е изчезнал във Франция и вероятно е изчезнал в Ирак и Иран.

## Описание
Популацията на вида е стабилна.